# Marco Kröger
Marco Kröger (* 14. August 1963 in Berlin) ist ein deutscher Schauspieler und Synchronsprecher.

## Leben
Kröger ist der Sohn der Tänzerin Renate Bärbel Kröger (1937–2002). Er hatte unter anderem diverse Rollen in der Fernsehserie Großstadtrevier und trat mehrfach in Ein Fall für TKKG auf; ferner verzeichnet seine Filmografie zahlreiche weitere Fernsehauftritte. Auch in Kinofilmen war Kröger schon zu sehen. Im Softsexfilm Die Schulmädchen vom Treffpunkt Zoo etwa verkörperte er 1979 Mick. Ferner arbeitet Marco Kröger als Synchronsprecher für zahlreiche Real- und Zeichentrickfilmserien. In King of Queens übernahm er die Synchronisation von Supervisor O’Boyle.
In Spongebob Schwammkopf lieh er Patrick Star seine Stimme. Am 29. Mai 2011 wurde bekannt, dass er von MTV als Synchronsprecher entlassen wurde, weil er vom Sender eine Vergütung abhängig von der Menge des eingespielten Geldes der Serie gefordert hatte. Der Sender suchte seitdem einen Ersatz, am 16. November 2011 wurde der Name des Nachfolgers, Fritz Rott, von SpongePedia veröffentlicht. Im Jahr 2017 durfte Kröger in der Serie (Folge 214 Staffel 10) seine Stimme wieder verleihen; dort sprach er zwar nicht Patrick Star, aber einen Eiskönig, der ebenfalls ein Seestern ist und vom Charakter sehr identisch mit Patrick Star (nach wie vor von Fritz Rott gesprochen).
In xXx – Triple X und Der Soldat James Ryan synchronisiert er Vin Diesel. Für die Videospiele Star Wars: Knights of the Old Republic und dessen Fortsetzung Star Wars: Knights of the Old Republic II: The Sith Lords lieh er dem Charakter Canderous Ordo seine Stimme. Auch in zahlreichen Hörspielen für Kinder sowie in Werbespots ist Krögers Stimme zu hören. Bekannte Produkte bzw. Auftraggeber waren etwa Tchibo, Mercedes-Benz und AOL. Außerdem ist er die deutsche Feststimme des Schauspielers Liev Schreiber.
Außerdem stand er auch schon als Theaterschauspieler auf der Bühne, etwa in dem Stück Irma la Douce in Bisangs Inszenierung in Kaiserslautern 1986/1987 sowie bei den Karl-May-Festspielen in Bad Segeberg.
Sein Sohn David-Benedict Kröger war ebenfalls als Synchronsprecher tätig.

## Synchronrollen (Auswahl)
Liev Schreiber
- 1997: Scream 2 als Cotton Weary
- 1997: Finger weg, Liebling! als Glenn
- 1998: Phantoms als Deputy Stuart Wargle
- 2000: Scream 3 als Cotton Weary
- 2001: Kate & Leopold als Stuart Besser
- 2002: Der Anschlag als John Clark
- 2003: Hitler – Aufstieg des Bösen als Ernst Hanfstaengl
- 2004: Der Manchurian Kandidat als Raymond Shaw
- 2006: Das Omen als Robert Thorn
- 2009: Das 10 Gebote Movie als Ray Johnson
- 2008: Defiance – Für meine Brüder, die niemals aufgaben als Zus Bielski
- 2009: X-Men Origins: Wolverine als Victor Creed / Sabretooth
- 2010: Repo Men als Frank Mercer
- 2013: Movie 43 als Robert Miller
- 2016: Chuck – Der wahre Rocky als Chuck Wepner

Idris Elba
- 2011: Thor als Heimdall
- 2013: Thor – The Dark Kingdom als Heimdall
- 2015: Avengers: Age of Ultron als Heimdall
- 2017: Thor: Tag der Entscheidung als Heimdall
- 2018: Avengers: Infinity War als Heimdall
- 2023: What If…? als Heimdall (Stimme)

Bill Fagerbakke
- 2002–2011: SpongeBob Schwammkopf als Patrick Star (1. Stimme)
- 2004: Der SpongeBob Schwammkopf Film als Patrick Star

Wendell Pierce
- 2008–2010: The Wire als Det. William „Bunk“ Moreland
- 2012–2014: Treme als Antoine Batiste

### Filme
- 1998: Der Soldat James Ryan – Vin Diesel als Pvt. Adrian Caparzo
- 2009: Barbie präsentiert Elfinchen für Mackenzie Gray als Rick
- 2011: Der Zoowärter – Donnie Wahlberg als Shane
- 2014: Transformers: Ära des Untergangs – John DiMaggio als Crosshairs
- 2017: Hey Arnold! Der Dschungelfilm – Maurice LaMarche als Big Bob Pataki
- 2019: Joker – Bill Camp als Detective Garrity
- 2019: Coma – Vilen Babichev als Tank
- 2020: Mara – Die rechte Hand des Teufels – Anatoliy Zhuravlyov als Konstantin

### Serien
- 1990–1991: Peter Pan und die Piraten – Chris M. Allport als Tootles, Tim Curry als Captain James Hook als Kind, Aaron Lohr als (2. Stimme von) Schwer-zu-Treffen
- 1997–2000: Pretender – Michael T. Weiss als Jarod
- 1999–2006 The West Wing – Im Zentrum der Macht – Richard Schiff als Toby Ziegler
- 2001–2002: Dragon Ball Z – Kôzô Shioya als Guldo
- 2001–2006: King of Queens – Sam McMurray als Supervisor Patrick O’Boyle (1. Stimme)
- 2005–2012: Desperate Housewives – Ricardo Chavira als Carlos Solis
- 2005–2008: Camp Lazlo – als Chip und Skip
- 2007–2010: Heroes – Greg Grunberg als Matt Parkman
- 2007–2011: Sea Patrol – John Batchelor als Andrew „Andy“ Thorpe
- 2008: Ghost Whisperer – Stimmen aus dem Jenseits – Dash Mihok als Det. David Campbell
- 2010: Ghost Whisperer – Stimmen aus dem Jenseits – Stephen Lee als George
- 2012–2016: Fugget About It als James Danger ‘Jimmy’ Falcone
- 2013–2016: Sanjay und Craig – Remington Tufflips als Remington Tufflips
- 2014–2017: Uncle Grandpa – Peter Browngardt als Uncle Grandpa
- 2014–2018: The Last Ship – Eric Dane als CO CDR Tom Chandler
- 2016–2017: Aquarius – Chance Kelly als Detective Ed Cutler
- 2019–2020: The Walking Dead – Ryan Hurst als Beta
- seit 2017: The Orville – Peter Macon als Bortus
- 2021–2022: Inside Job – Chris Diamantopoulos als Robotus
- 2022: Ninjago – Charles Demers als Ulrich von Ungemütlich

### Videospiele
- 2005: Medal of Honor: European Assault als William Holt

## Preise und Auszeichnungen
- Starbuckawards 2001 (Synchronpreis für die Rolle in Pretender)
- Deutscher Synchronpreis 2009 (Synchronpreis für die Serie Spongebob Schwammkopf)